# Chlodwig zu Hohenlohe-Schillingsfürst
Chlodwig Karl Victor zu Hohenlohe-Schillingsfürst (Rotenburg an der Fulda 1819. március 31. – Ragaz, Sankt Gallen kanton, 1901. július 6.), német herceg, diplomata és államférfi. A Német Császárság kancellárja 1894–1900 között.

## Életrajza
Hohenlohe Rotenburg an der Fulda-ban született 1819-ben, Franz Josef zu Schillingsfürst herceg (1787–1841) és hitvese Konstanze zu Hohenlohe-Langenburg hercegnő (1792–1847) második fiaként, és katolikus nevelésben részesült. Hohenlohe először a porosz diplomáciai testület tagja lett, majd 1841-ben, apja halála után, mivel a legidősebb fiú (Viktor Moritz Karl) lemondott az elsőszülött jogáról, hazautazott és mint Schillingsfürst hercege ő foglalt helyet a bajor parlamentben.
Politikailag Hohenhole liberális volt és erősen hitt az egységes Németország gondolatában. Mint a bajor király tanácsadója olyan helyzetbe került, hogy befolyással bírt a királyra. Mint a bajor parlament tagja sok utazást tett, többek között Olaszországban és Angliában és gyakran tartózkodott Berlinben is, ami egy fontos politikai személyé tették Európában. Az utazásai alatt kialakult benne egy antiklerikális beállítottság ami az egész politikai tevékenységére kihatott. A későbbiekben a német parlamentben támogatta Bismarck pápaellenes vonalát az úgynevezett "Kultúrharcot".
A porosz–osztrák–olasz háború kitörésekor Hohenlohe Poroszországot támogatta, és egy szoros kapcsolatot szorgalmazott a poroszokkal, amiről valamivel később II. Lajos bajor király is meggyőződött és 1866-ban kinevezte Hohenlohe-t miniszterelnöknek a bajor parlamentben. Mint bajor miniszterelnök arra törekedett, hogy egyesítse a délnémet államokat, úgy mint Otto von Bismarck tette az észak-német államokkal (Északnémet Szövetség).
Mivel Hohenlohe egy befolyásos szószólója volt egy egyesült Németországnak, 1871-ben Németország egyesítése után az újonnan alakult német parlament (Reichstag) alelnökévé nevezték ki. 1873-ban Bismarck kinevezte Németország párizsi nagykövetének, egy fontos politikai pozíció amelyet 1878-ig foglalt el. Az elkövetkezendő években további magas beosztásokban volt a német diplomáciában, például mint megbízott külügyminiszter.
1885-ben kormányzónak nevezik ki Elzász-Lotaringiában, a franciáktól a porosz–francia háborúban (1870-1871) elhódított tartományban. Itt 1894-ig volt kormányzó amikor is II. Vilmos császár személyesen őt nevezte ki kancellárnak, Leo von Caprivi után. Hohenlohe elfogadta a kinevezést magas kora ellenére. Kancellársága elég jelentéktelen volt; ha politikai karrierje a kancellárrá való kinevezése előtt kiemelkedő volt, a kinevezése után annál kevésbé. Kancellársága idején ritkán szerepelt nyilvánosság előtt s ugyanúgy a parlamentben is. Egészségügyi okokra hivatkozva 1900 októberében önként lemondott, a következő évben elhunyt.

## Fordítás
- Ez a szócikk részben vagy egészben  a   Chlodwig zu Hohenlohe-Schillingsfürst című svéd Wikipédia-szócikk fordításán alapul.  Az eredeti cikk szerkesztőit annak laptörténete sorolja fel. Ez a jelzés csupán a megfogalmazás eredetét és a szerzői jogokat jelzi, nem szolgál a cikkben szereplő információk forrásmegjelöléseként.